# Calcio Leffe 1991-1992
Questa pagina raccoglie le informazioni riguardanti il Calcio Leffe nelle competizioni ufficiali della stagione 1991-1992.

## Rosa
| N. |                   | Ruolo | Calciatore            |
| -- | ----------------- | ----- | --------------------- |
|    | Italia (bandiera) | C     | Claudio Balesini      |
|    | Italia (bandiera) | C     | Sergio Belotti        |
|    | Italia (bandiera) | D     | Roberto Bergandi      |
|    | Italia (bandiera) | A     | Roberto Bonazzi       |
|    | Italia (bandiera) | P     | Nadir Brocchi         |
|    | Italia (bandiera) | C     | Giovanni Cefis        |
|    | Italia (bandiera) | P     | Silvio Cortinovis     |
|    | Italia (bandiera) | C     | Alessandro Furlanetto |
|    | Italia (bandiera) | A     | Giorgio Gatti         |
|    | Italia (bandiera) | A     | Fabio Grandi          |

| N. |                   | Ruolo | Calciatore               |
| -- | ----------------- | ----- | ------------------------ |
|    | Italia (bandiera) | A     | Massimiliano Maffioletti |
|    | Italia (bandiera) | C     | Oscar Magoni             |
|    | Italia (bandiera) | C     | Domenico Moro            |
|    | Italia (bandiera) | C     | Fabrizio Pezzoli         |
|    | Italia (bandiera) | C     | Guido Ponti              |
|    | Italia (bandiera) | D     | Ruggero Radice           |
|    | Italia (bandiera) | C     | Luca Rivetta             |
|    | Italia (bandiera) | D     | Paolo Rizzi              |
|    | Italia (bandiera) | D     | Luigi Russo              |
|    | Italia (bandiera) | A     | Filippo Salierno         |